# Philopotamus picteti
Philopotamus picteti är en nattsländeart som beskrevs av Costa 1871. Philopotamus picteti ingår i släktet Philopotamus och familjen stengömmenattsländor. Inga underarter finns listade i Catalogue of Life.